# Medicinhistoriska museet, Stockholm

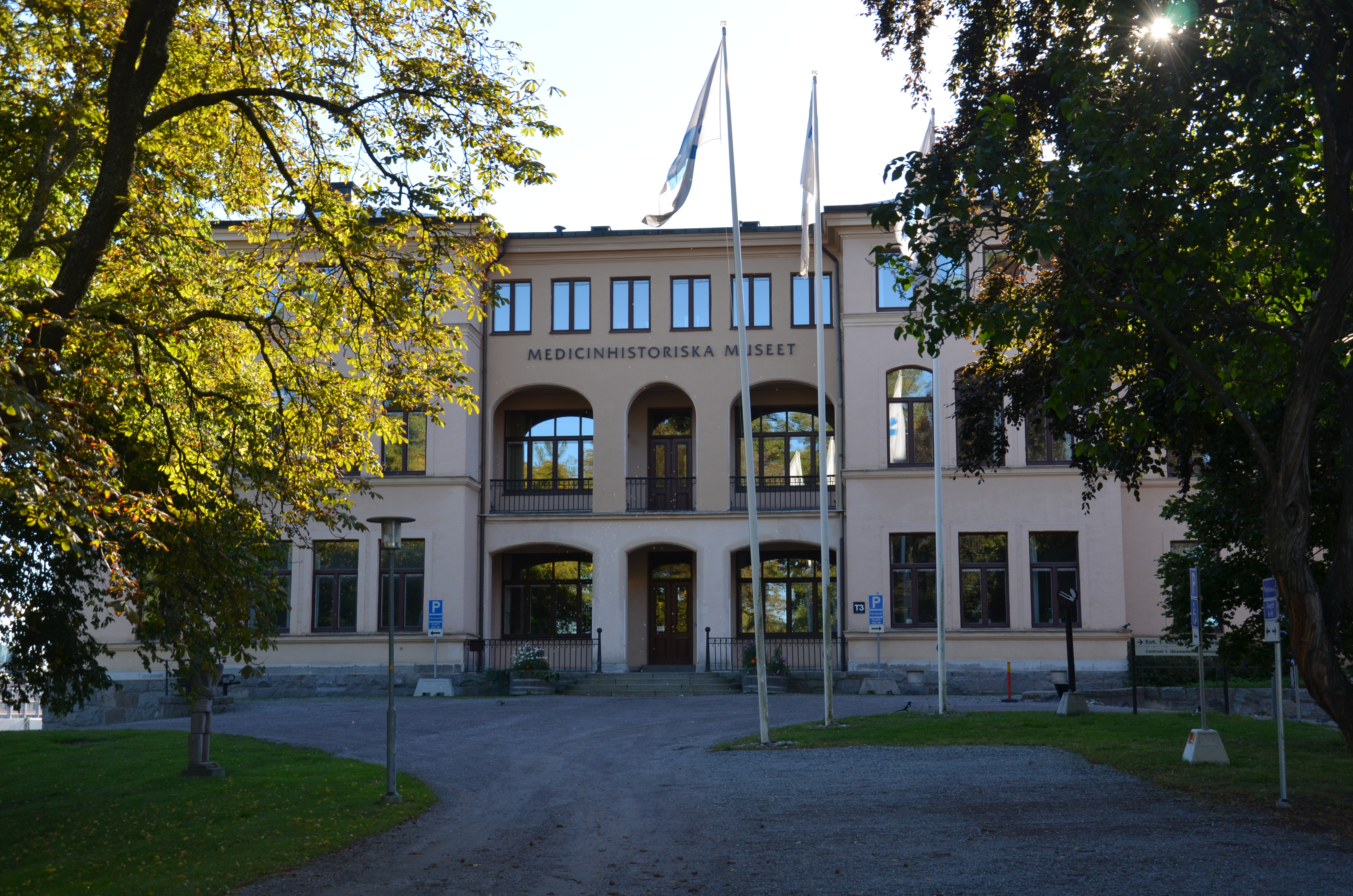
Medicinhistoriska museets hus 1991-2005

Medicinhistoriska museet är ett museum i Stockholm, som sedan 2005 står utan utställningslokaler. 
Medicinhistoriska museet har sina rötter i början av 1900-talet, då Svenska Läkaresällskapet skapade en medicinskhistorisk sektion. Denna samlade redan från början in och bevarade medicinhistoriskt intressanta föremål. År 1943 visades samlingarna i en utställning på Nordiska museet i Stockholm och 1955 upplät Stille-Werner permanenta utställningslokaler i sin fastighet på Åsögatan i Stockholm. Museet utökades efter hand och drevs av  Medicinhistoriska museets vänförening.
År 1991 övertog Stockholms läns landsting huvudmannaskapet och museet flyttade 1995 till det tidigare Eugeniahemmet i Solna. Museets permanenta utställningsverksamhet lades ned av landstinget 2005. 
Medicinhistoriska museets vänförening förvaltar samlingarna, som finns i ett lager i Tumba. Ett utställningsrum finns kvar i det tidigare Eugeniahemmet.